# En kunglig skandal
En kunglig skandal (engelska: A Very Royal Scandal) är en brittisk dramadokumentär, en miniserie om tre delar, som hade premiär på Amazon Prime Video den 19 september 2024. Serien hade premiär på SVT Play och SVT den 12 oktober 2024.

## Bakgrund
Under utredningar och granskning av Jeffrey Epstein, som var dömd för sexhandel med minderåriga, framkom att prins Andrew hade haft samröre med honom. Bland annat skedde det under fester på hans privata ö, och ett av offren hade berättat att hon varit med prins Andrew där. Det fanns därför ett stort intresse i brittisk media av att få en intervju med prins Andrew. Hovet närmade sig Emily Maitlis, som ledde nyhetsprogrammet Newsnight på BBC, och en intervju sattes upp. Intervjun beskrevs "som att bevittna en bilolycka" när prins Andrew trasslade in sig i olika förklaringar, men han verkade nöjd med sin insats efter intervjun. Några dagar efter intervjun ledde allmänhetens reaktioner till att han lämnade sina kungliga uppdrag.

## Handling
Serien kretsar kring hur BBC-journalisten Emily Maitlis fick en intervju med prins Andrew i november 2019, samt konsekvenserna för de inblandande och för brittiska kungahuset efter intervjun.

## Rollista (i urval)
- Ruth Wilson – Emily Maitlis
- Michael Sheen – prins Andrew
- Alex Jennings – Sir Edward Young
- Joanna Scanlan – Amanda Thirsk
- Éanna Hardwicke – Stewart MacLean
- Lydia Leonard – Esme Wren
- Honor Swinton Byrne – prinsessan Beatrice av York
- Sofia Oxenham – prinsessan Eugenie av York
- Claire Rushbrook – Sarah Ferguson
- Clare Calbraith – Sam McAlister